# 中央畜產會
財團法人中央畜產會，簡稱中央畜產會（英文簡寫NAIF），成立於2000年1月1日，是位於台灣台北市中正區的一所畜牧發展機構，為中華民國農業部成立的公設財團法人，設立宗旨為建立產銷調節機制，達到事前預警、穩定產銷之目標，為政府與畜牧產業團體間重要的溝通橋樑。

## 董事長
董事長                      任期
第一任董事長	陳武雄	88.12.29~91.1.25
第二任董事長	黃欽榮	91.2.15~92.7.31
第三任董事長	胡富雄	92.9.30~93.6.1
第四任董事長	黃欽榮	93.6.2~97.12.28
第五任董事長	王政騰	97.12.29~105.11.7
第六任董事長	黃金城	105.11.8~109.5.18
第七任董事長	林聰賢	109.5.19~112.9.19
第八任董事長	杜文珍	112.9.19~113.12.27
第九任董事長	蘇治芬	113.12.29~

## 外部連結
- 官方网站（繁體中文）（英文）